# Брусничное (МАПП)
|  |

|  |

|  |

|  |

|  |

|  |

|  |

|  |

«Брусни́чное» — один из трёх многосторонних автомобильных пунктов пропуска (МАПП) через Российско-финляндскую границу на территории Выборгского района Ленинградской области.
«Брусничное» находится на шоссе, построенном еще в 60-е годы XX века вдоль Сайменского канала для технологических нужд и соединяющем Выборг и Лаппеэнранту. КПП на финской стороне границы называется «Нуйямаа». Пограничный переход работает 24 часа в сутки, открыт для граждан всех стран мира, имеющих право на пересечение границы. У шлюза Пялли расположен водный КПП, контролирующий перемещение лиц, пересекающих границу по Сайменскому каналу.

## История
Первый деревянный павильон пункта пропуска «Брусничное» был построен в конце 70-х годов и до 2001 года располагался в 25 км южнее границы и в 0,5 км южнее южной оконечности зоны Сайменского канала - в посёлке Брусничное.
К строительству нового МАПП приступали несколько раз. В 80-е годы стройка остановилась на нулевом цикле. В 1995 году выбрали и начали осваивать новую площадку в 2 километрах от государственной границы, однако из-за проблем с неплатежами контракт с подрядчиком был расторгнут. Осенью 1997 года строительство возобновилось, но позднее также замораживалось несколько раз. Новый павильон МАПП был сдан в 2000 году.
С 2005 года по 14 ноября 2023 г. границу в этом месте было возможно пересечь и на велосипеде. Велосипедисты проходили границу без очереди.
Осенью 2006 года одновременно с участком трассы «Скандинавия» до финского Нуйямаа был обновлён МАПП. А в 2012 году «Брусничное» стал самым загруженным МАПП Ленинградской области на российско-финляндской границе. На этом фоне Дмитрий Медведев, бывший тогда премьер-министром России, заявил о необходимости переоснащения МАПП.
В 2018 году фактический трафик «Брусничного» (по данным о туристическом перемещении) в отдельные дни превышал расчётную пропускную способность в 2 раза. При этом на фоне общего снижения пассажиропотока между Россией и Финляндией в сравнении с 2017-м на 1,4 % на МАПП «Брусничное» был зафиксирован рост трафика (+0,7 %).
В феврале 2020 года стало известно о планах новой масштабной реконструкции «Брусничного», которая позволит увеличить пропускную способность МАПП до 1,8 млн машин в год. Работы планируется завершить к концу 2023 года.
С 19 марта 2020 года из-за пандемии COVID-19 были введены ограничения на въезд в Финляндию. В связи с этим по итогам 2020 года пассажиропоток на МАПП «Брусничное» снизился на 76 % (до 741 тыс. человек).
В июне 2020 года стало известно о плане постройки новой трассы, которая должна связать Санкт-Петербург и «Брусничное» в обход Сайменского канала.
На данный момент граница закрыта и МАПП не используется.

## Культурные традиции
В течение нескольких лет на МАПП «Брусничное» в преддверии Нового года происходит символическая встреча русского Деда Мороза и финского Йоулупукки.